# Mk50機雷 (シリーズ)
Mk50機雷（Mk50きらい）は、アメリカ海軍が開発した数種類の機雷に与えられた名称である。それぞれ50番台の正式名称が与えられている。アメリカ海軍では演習や訓練に用いているが、海上自衛隊では複数形式を導入して現用の装備である。

## Mk52機雷

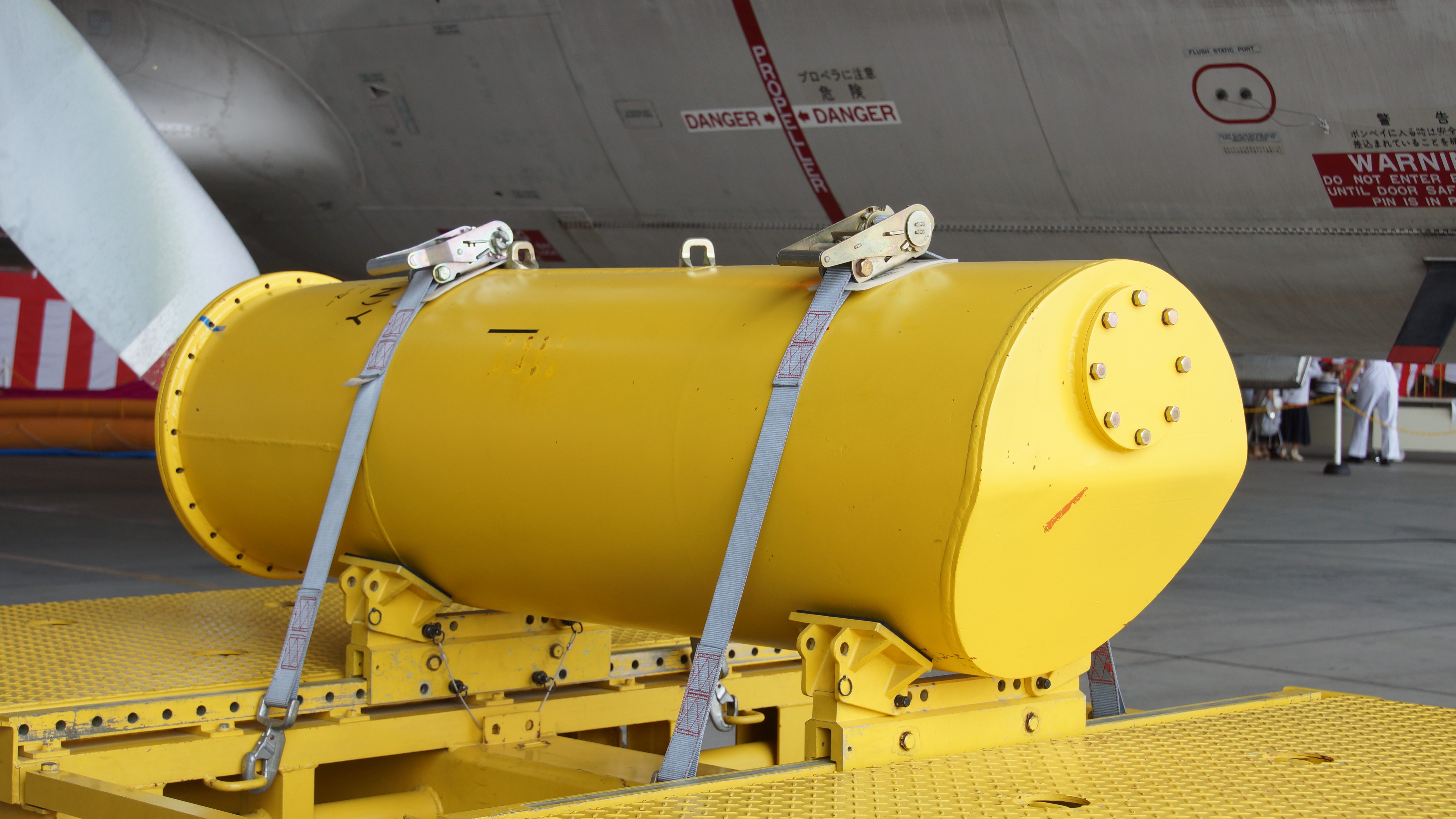
Mk52機雷

Mk52機雷は航空機敷設型の感応型沈底機雷であり、重量は1,000ポンド、炸薬量はHBX-1を625ポンド充填している。潜水艦と水上艦の双方に対応している。筒型の形状をしており、様々な感応方式があるが機雷本体はどれも同じ構造をしている。
- Mod1…音響感応型
- Mod2…磁気感応型（敷設深度に応じて感度を変更）
- Mod3…磁気・水圧複合感応型
- Mod4…なし
- Mod5…磁気・音響複合感応型
- Mod6…磁気・音響・水圧複合感応型
- Mod11…磁気、または磁気振動感応型
- Mod12…磁気感応型
- Mod13…磁気・水圧複合感応型

## Mk55機雷

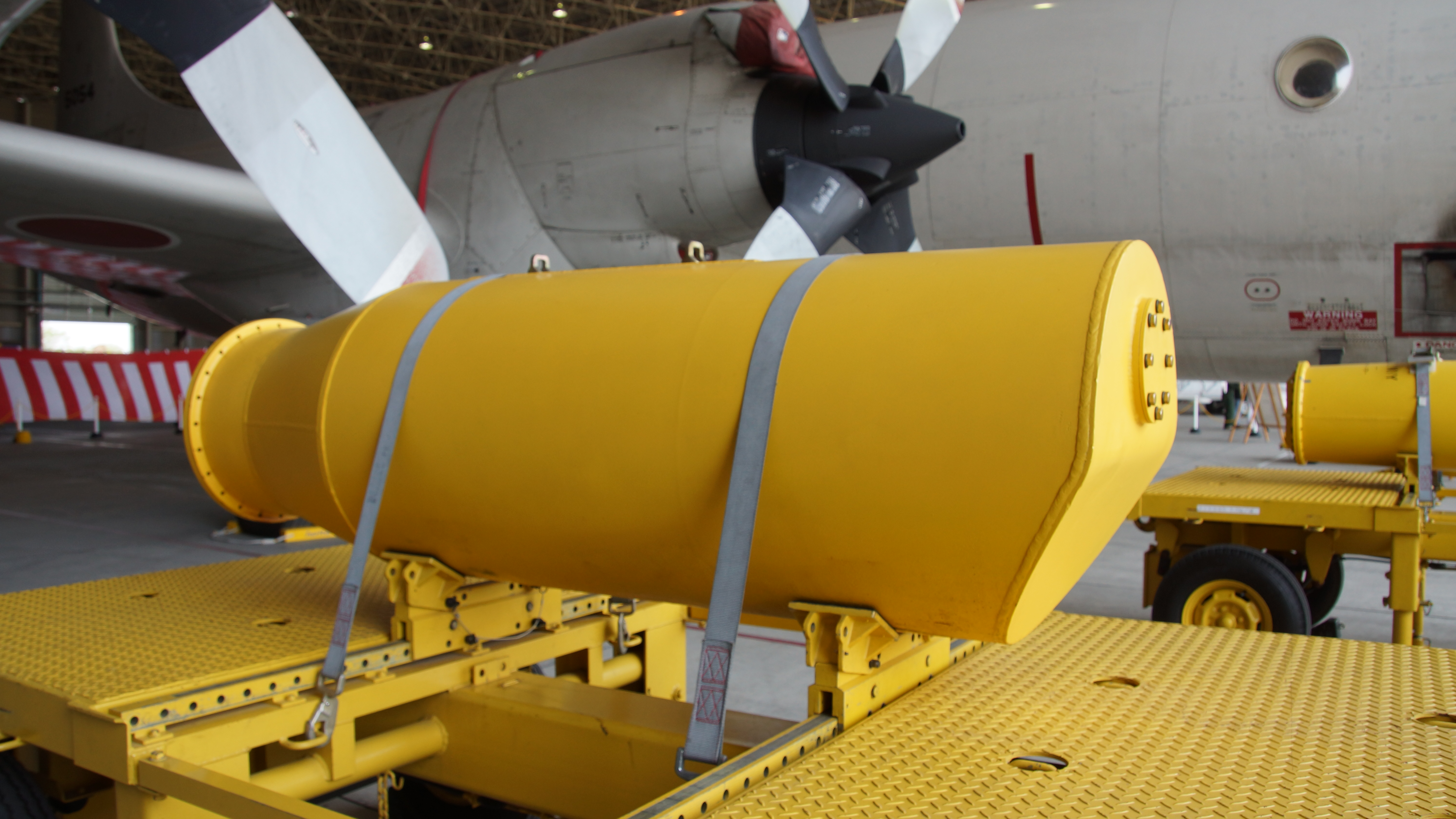
Mk55機雷

Mk55機雷は航空機敷設型の感応型沈底機雷であり、重量は2,000ポンド、炸薬にはHBX-1を採用して1290ポンド充填している。大きさ以外はMk52と同じ形状・特徴を持っている。全長89-7/8インチ、直径23-3/8インチ。  
- Mod1…音響感応型、重量2178ポンド
- Mod2…磁気感応型（敷設深度に応じて感度を変更）、重量2,259ポンド
- Mod3…磁気・水圧複合感応型、重量2,268ポンド
- Mod4…なし
- Mod5…磁気・音響複合感応型、重量2,264ポンド
- Mod6…磁気・音響・水圧複合感応型、重量2,273ポンド
- Mod7…デュアルチャネル型である以外はMod2とほぼ同じ、重量2,259ポンド
- Mod11…磁気・振動感応型、重量2016ポンド
- Mod12…磁気感応型、重量2,264ポンド
- Mod13…磁気・水圧感応型、重量2,273ポンド

## Mk56/Mk57機雷

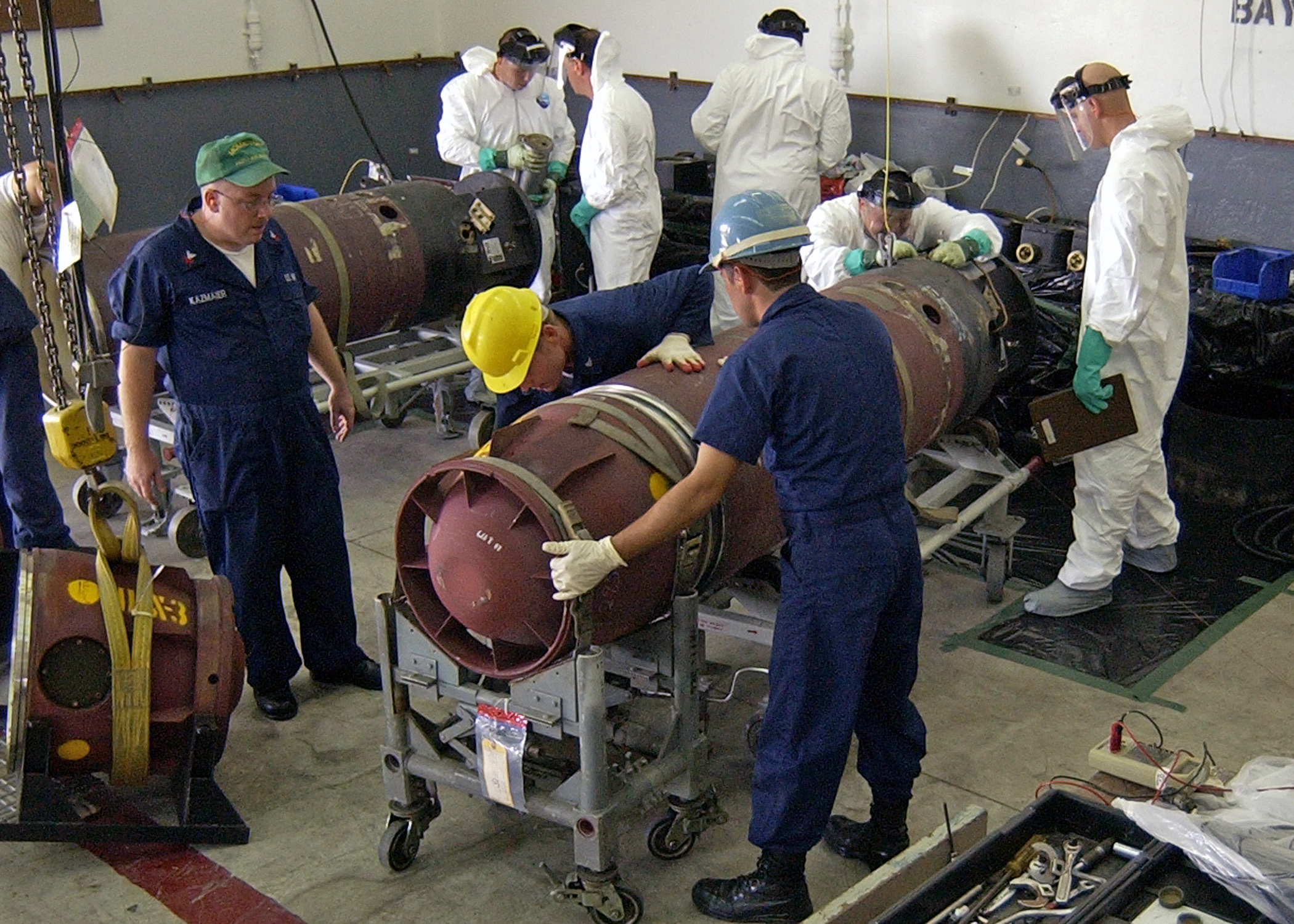
Mk56機雷

Mk56/Mk57機雷は1966年に開発された対潜水艦用係維機雷である。Mk56は航空機、Mk57は潜水艦によって敷設される。高速かつ深々度を航行する潜水艦に対応する為に全領域磁気センサーを備えた磁気感応式を採用し、磁気を発しないステンレス製缶体と鋳鉄製係維器で構成されている。
要目
- 重量…2,000ポンド（909キログラム）
- 全長
  - Mk56…114.3インチ（290センチメートル）
  - Mk57…121.1インチ（307センチメートル）
- 直径]:Mk56…22.4インチ（57センチメートル）
  - MK57…21インチ（53センチメートル）
- 敷設深度…1,000フィート（305メートル）
- 炸薬量
  - Mk56…HBX-3、360ポンド（164キログラム）
  - Mk57…HBX-3,340ポンド（155キログラム）